# 乔伊·奥格邦内·埃泽
乔伊·奥格邦内·埃泽（英語：Joy Ogbonne Eze，2004年6月6日—），尼日利亚女子举重运动员，2019年非洲运动会女子64公斤级金牌得主、2021年英联邦举重锦标赛女子71公斤级金牌得主、2023年非洲运动会女子71公斤级金牌得主。